# Top Gear
Топ гир (енгл. Top Gear) британска је телевизијска серија о моторним возилима, углавном аутомобилима. Ово је најшире гледан стварни телевизијски програм на свету. Почео је 1977. као конвенционални магазински програм о моторним возилима, али је временом — поготово након поновног покретања 2002. године — развио необичан, духовит и каткад контроверзан стил.
Прве епизоде приказане су у Уједињеном Краљевству на каналу BBC Two те (од серије 20) и на BBC Two HD. За време емитовања серија 14—19, пре покретања посвећеног канала BBC Two HD, нове епизоде су такође симултано приказиване и на каналу BBC HD. Серија се такође дистрибуира преко кабловских телевизијских система у Сједињеним Америчким Државама преко канала BBC America, у Латинској Америци преко канала BBC Entertainment те у Европи и Југоисточној Азији преко канала BBC Knowledge.
Програм је добио признања за свој визуелни стил и презентацију као и критике за свој садржај и често политички нетачне коментаре које презентери шоуа (велика тројка: Џереми Кларксон, Ричард Хамонд и Џејмс Меј) често преносе као ироничне и саркастичне поруке. Колумниста А. А. Гил, близак пријатељ Кларксона, те још један његов колега-колумниста из Sunday Times-а, описали су програм као „тријумф вештине израде програма”.
Домаћин шоуа Џереми Кларксон је 25. марта 2015. године добио обавештење од BBC-ја да његов уговор неће бити обновљен. После одласка Кларксона, његови пријатељи-домаћини Ричард Хамонд и Џејмс Меј те извршни продуцент Енди Вилман објавили да се више неће вратити производњи шоуа без њега. Крис Еванс је 16. јуна 2015. године потврђен као један од нових домаћина. Мет Лебланк је 4. фебруара 2016. године такође потврђен као нови презентер. У медијима је објављено да ће се Евансу и Лебланку придружити и Забине Шмиц и Крис Харис као копрезентери програма, иако BBC још увек није потврдио склапање било каквих званичних уговора осим са Евансом и Лебланком. Нова сезона са новом поставом требало би да почне маја 2016. године.
У шоу-програму се такође појављује и анонимни возач за тестне вожње познат као Стиг, а особа испод беле кациге заправо је један од бројних возача ауто-трка и мења се током сезона (серија) Топ гира. У улози је својевремено био и Михаел Шумахер.

## Списак серија
| \| Сезона \| Сезона \| Епизоде \| Епизоде \| Оригинално емитовање \| Оригинално емитовање \| Просечан број гледалаца у УК (у милионима) \| \| Сезона \| Сезона \| Епизоде \| Епизоде \| Премијера \| Финале \| Просечан број гледалаца у УК (у милионима) \| \| ------ \| ------ \| ------- \| ------- \| -------------------- \| -------------------- \| ------------------------------------------ \| \| \| 1. \| 10 \| 10 \| 20. октобар 2002. \| 29. децембар 2002. \| 3,40 \| \| \| 2. \| 10 \| 10 \| 11. мај 2003. \| 20. јул 2003. \| 3,19 \| \| \| 3. \| 9 \| 9 \| 26. октобар 2003. \| 28. децембар 2003. \| 4,03 \| \| \| 4. \| 10 \| 10 \| 9. мај 2004. \| 1. август 2004. \| 3,48 \| \| \| 5. \| 9 \| 9 \| 24. октобар 2004. \| 26. децембар 2004. \| 4,15 \| \| \| 6. \| 11 \| 11 \| 22. мај 2005. \| 7. август 2005. \| 4,21 \| \| \| 7. \| 7 \| 7 \| 13. новембар 2005. \| 12. фебруар 2006. \| 4,61 \| \| \| 8. \| 8 \| 8 \| 7. мај 2006. \| 30. јул 2006. \| 4,45 \| \| \| 9. \| 6 \| 6 \| 28. јануар 2007. \| 4. март 2007. \| 7,45 \| \| \| 10. \| 10 \| 10 \| 7. октобар 2007. \| 23. децембар 2007. \| 7,00 \| \| \| 11. \| 6 \| 6 \| 22. јун 2008. \| 27. јул 2008. \| 5,94 \| \| \| 12. \| 8 \| 8 \| 2. новембар 2008. \| 28. децембар 2008. \| 7,32 \| \| \| 13. \| 7 \| 7 \| 21. јун 2009. \| 2. август 2009. \| 7,17 \| \| \| 14. \| 7 \| 7 \| 15. новембар 2009. \| 3. јануар 2010. \| 6,32 \| \| \| 15. \| 6 \| 6 \| 27. јун 2010. \| 1. август 2010. \| 5,76 \| \| \| 16. \| 8 \| 8 \| 21. децембар 2010. \| 27. фебруар 2011. \| 6,33 \| \| \| 17. \| 6 \| 6 \| 26. јун 2011. \| 31. јул 2011. \| 5,38 \| \| \| 18. \| 8 \| 8 \| 28. децембар 2011. \| 11. март 2012. \| 5,11 \| \| \| 19. \| 7 \| 7 \| 27. јануар 2013. \| 10. март 2013. \| 5,17 \| \| \| 20. \| 6 \| 6 \| 30. јун 2013. \| 4. август 2013. \| 5,31 \| \| \| 21. \| 7 \| 7 \| 2. фебруар 2014. \| 16. март 2014. \| 6,49 \| \| \| 22. \| 10 \| 10 \| 27. децембар 2014. \| 28. јун 2015. \| 6,49 \| \| \| С \| 2 \| 2 \| 26. децембар 2015. \| 30. децембар 2015. \| 1,79 \| |        |         |         |                      |                      |                                            |
| Сезона | Сезона | Епизоде | Епизоде | Оригинално емитовање | Оригинално емитовање | Просечан број гледалаца у УК (у милионима) |
| Сезона | Сезона | Епизоде | Епизоде | Премијера            | Финале               | Просечан број гледалаца у УК (у милионима) |
| | 1.     | 10      | 10      | 20. октобар 2002.    | 29. децембар 2002.   | 3,40                                       |
| | 2.     | 10      | 10      | 11. мај 2003.        | 20. јул 2003.        | 3,19                                       |
| | 3.     | 9       | 9       | 26. октобар 2003.    | 28. децембар 2003.   | 4,03                                       |
| | 4.     | 10      | 10      | 9. мај 2004.         | 1. август 2004.      | 3,48                                       |
| | 5.     | 9       | 9       | 24. октобар 2004.    | 26. децембар 2004.   | 4,15                                       |
| | 6.     | 11      | 11      | 22. мај 2005.        | 7. август 2005.      | 4,21                                       |
| | 7.     | 7       | 7       | 13. новембар 2005.   | 12. фебруар 2006.    | 4,61                                       |
| | 8.     | 8       | 8       | 7. мај 2006.         | 30. јул 2006.        | 4,45                                       |
| | 9.     | 6       | 6       | 28. јануар 2007.     | 4. март 2007.        | 7,45                                       |
| | 10.    | 10      | 10      | 7. октобар 2007.     | 23. децембар 2007.   | 7,00                                       |
| | 11.    | 6       | 6       | 22. јун 2008.        | 27. јул 2008.        | 5,94                                       |
| | 12.    | 8       | 8       | 2. новембар 2008.    | 28. децембар 2008.   | 7,32                                       |
| | 13.    | 7       | 7       | 21. јун 2009.        | 2. август 2009.      | 7,17                                       |
| | 14.    | 7       | 7       | 15. новембар 2009.   | 3. јануар 2010.      | 6,32                                       |
| | 15.    | 6       | 6       | 27. јун 2010.        | 1. август 2010.      | 5,76                                       |
| | 16.    | 8       | 8       | 21. децембар 2010.   | 27. фебруар 2011.    | 6,33                                       |
| | 17.    | 6       | 6       | 26. јун 2011.        | 31. јул 2011.        | 5,38                                       |
| | 18.    | 8       | 8       | 28. децембар 2011.   | 11. март 2012.       | 5,11                                       |
| | 19.    | 7       | 7       | 27. јануар 2013.     | 10. март 2013.       | 5,17                                       |
| | 20.    | 6       | 6       | 30. јун 2013.        | 4. август 2013.      | 5,31                                       |
| | 21.    | 7       | 7       | 2. фебруар 2014.     | 16. март 2014.       | 6,49                                       |
| | 22.    | 10      | 10      | 27. децембар 2014.   | 28. јун 2015.        | 6,49                                       |
| | С      | 2       | 2       | 26. децембар 2015.   | 30. децембар 2015.   | 1,79                                       |